# Kawasaki 750 H2
La Kawasaki 750 H2, commercialmente anche denominata Kawasaki 750 Mach IV è un modello di motocicletta prodotto dalla Casa giapponese Kawasaki, in quattro serie successive, dal 1971 al 1975.

## Storia

### Il contesto
Nel 1970, dato il protrarsi della fase di sviluppo della "900 Z1", la Kawasaki si trovava senza un prodotto da contrapporre al grande successo di vendite mietuto dalla Honda con la sua "750 Four".
I dirigenti decisero quindi di mettere in produzione un modello transitorio, strettamente derivato dalla "500 H1", bene accolto dal mercato USA come da quello europeo, seguendone la medesima filosofia costruttiva.
Le fasi progettuali e prototipali della "750 H2" furono quindi molto brevi e si arrivò ben presto all'industrializzazione del prodotto, anche favorita dall'impiego di molte parti meccaniche e ciclistiche del modello di cilindrata inferiore.

### La moto
Dotata della medesima impostazione meccanica e ciclistica della "500 H1", la nuova "750 H2" ricalcava pedissequamente anche l'aspetto estetico della sorella minore, mantenendone anche i difetti relativi alla scarsa stabilità e alla propensione all'impennata anche nelle marce superiori alla prima. Anzi, dato il notevole aumento di potenza, tali carenze divennero ancora più marcate. Tuttavia, com'era già accaduto per la "500 H1", l'inadeguatezza del telaio fu scambiata per "incontenibile potenza del motore", contribuendo al successo commerciale del modello.

A parte queste lacune strutturali, in buona parte volute, la "750 H2" nacque senza problemi di gioventù, se non qualche lieve noia congenita al cambio e la scarsa qualità del materiale con cui erano costruiti i silenziatori che si rivelarono facilmente deteriorabili dalle condense acide dei fumi di scarico.
Sul finire della primavera 1971 iniziano le vendite della "750 H2" sul mercato statunitense e, dal mese di settembre dello stesso anno, anche in Europa, subito registrando un ottimo successo. Le colorazioni di questa serie comprendono il blu e l'oro.

### L'evoluzione

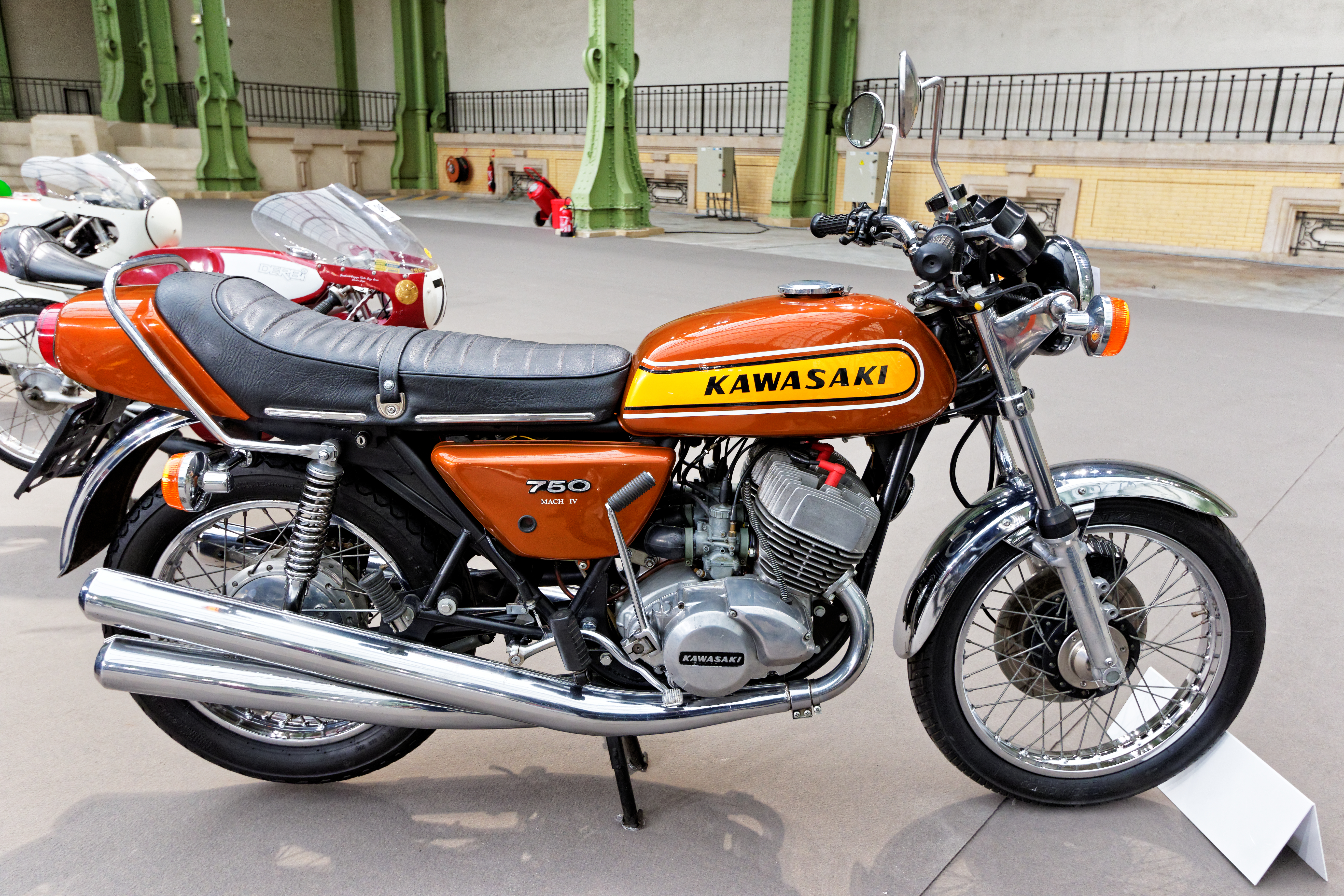
Kawasaki 750 H2, 3ª serie del 1975

La seconda serie, denominata "750 H2A", fu messa in vendita nel 1973 e differisce dalla precedente solo per lievi varianti alle modanature, per il parafango anteriore cromato e per la sostituzione del rasatore cambio difettoso. Per il mercato USA sono disponibili le colorazioni oro e porpora, quest'ultima non destinata al mercato europeo.
Nel 1974 viene presentata la terza serie, denominata "750 H2B", che propone decise varianti estetiche e strutturali, mediante l'irrobustimento del telaio, l'aumento del passo e l'addolcimento del motore con diminuzione della potenza a 71 Cv. In sostanza, la "750 H2B" replica l'ammodernamento studiato per il modello inferiore "500 H1D", ma in questo caso le modifiche risultano poco più che un palliativo, lasciando pressoché immutati gli originari problemi. Le colorazioni disponibili sono verde scuro/verde chiaro e bruno/giallo.
La quarta e ultima serie, denominata "750 H2C", fu presentata nel 1975 con un ridotto numero di lievi di modifiche, soprattutto di carattere estetico. Le colorazioni cambiano in rosso scuro/rosso chiaro e porpora scuro/porpora chiaro. Gli ultimi esemplari di questa serie vengono commercializzati con la sigla "KH 750 A".

### L'erede mai nata
Già nel 1972 la Kawasaki aveva avviato il "Progetto 0280" che si prefiggeva lo scopo di realizzare una nuova maximoto a due tempi, dotata di motore di 900 cm³ a quattro cilindri disposti in quadrato, raffreddato ad acqua.
I prototipi, ultimati nel 1973, resero una potenza alla ruota di 120 Cv; piuttosto problematica per le ciclistiche e gli pneumatici dell'epoca. Inoltre, la crisi petrolifera, le nuove normative statunitensi in materia di inquinamento e l'ottimo successo di vendite del modello "900 Z1" fecero propendere per l'abbandono del progetto.

## La produzione
| Serie | Anno    | Modello | Telaio              | Motore              | Note                                                 |
| ----- | ------- | ------- | ------------------- | ------------------- | ---------------------------------------------------- |
| 1ª    | 1971-72 | H2      | da H2F 00001 in poi | da H2E 00001 in poi |                                                      |
| 2ª    | 1973-74 | H2A     | da H2F 23671 in poi | da H2E 23158 in poi |                                                      |
| 3ª    | 1974-75 | H2B     | da H2F 32201 in poi | da H2E 32401 in poi | Dal 1975 l'ammortizzatore di sterzo è posto sulla sx |
| 4ª    | 1975    | H2C/KHA | da H2F 42547 in poi | da H2E 42827 in poi |                                                      |